# Frank Lampard Sr.
Frank Richard George Lampard (normalt kendt som Frank Lampard Sr.) (født 20. september 1948 i London, England) er en engelsk tidligere fodboldspiller (forsvarer). Han er far til Frank Lampard Jr.
Lampard tilbragte størstedelen af sin karriere hos West Ham, som han repræsenterede i hele 15 år og nåede hele 552 ligakampe for. Han vandt to udgaver af FA Cuppen med klubben, inden han sluttede sin karriere af med en sæson hos Southend United.
Lampard spillede desuden to kampe for Englands landshold.

## Titler
FA Cup
- 1975 og 1980 med West Ham United